# Peter Becker (Maler, 1937)
Peter Becker (* 30. Juni 1937 in Berlin-Prenzlauer Berg; † 26. September 2017 in Berlin-Pankow) war ein deutscher Maler, Grafiker, Illustrator und Autor.

## Werdegang
Nach einer Ausbildung zum Maschinenbauer begann er 1957 ein Studium an der damals noch in Berlin-Charlottenburg ansässigen Hochschule für Bildende und Angewandte Kunst, das er 1959 abbrach. Von 1960 bis 1967 war er  Gebrauchsgrafiker bei der DEWAG-Werbung in Berlin. Dann arbeitete er in Berlin als freischaffender Maler, Grafiker, Illustrator und Autor. Er war von 1967 bis 1990 Mitglied im Verband Bildender Künstler der DDR.
Neben dem Triptychon „Krieg und Frieden“, ein Auftragswerk (120 × 500 cm), und dem unvollendet gebliebenen Triptychon „Die Stadt“ (120 × 300 cm) schuf Peter Becker poetische, metapherreiche Ölbilder mit zumeist märchenhaften Sujets. Darunter zahlreiche Stadtansichten, in denen bedrohliche Anonymität und Verlorenheit heutiger Metropolen aufgehoben wurden durch die Magie inniglicher Liebe und eines trotzigen Optimismus. Er malte Szenen deutscher Märchen und illustrierte damit Kinderbücher, deren Detailgenauigkeit, Vereinfachung und Überspitzung, Farbfreudigkeit und Witz Phantasie wie Fabulierfreude anregten. „Frau Holle“ erschien 1989 im kanadischen Verlag Quarry Press.
Über die Buchgestaltung fand Peter Becker zum Schreiben. Seit etwa 1980 entstanden Geschichten, die märchenhaft-sinnfällig und autobiographisch hinterlegt, erwachsene wie jugendliche Leser fanden. „Wie hilft man einem Zauberer“ wurde 1982 für das Fernsehen produziert. 2007 entstand die Erzählung „Katz und Ratz“ zur Grafikserie „Am Bodenfenster“. Außerdem schuf Peter Becker originelle Gebrauchsgrafik wie Rommeé-Sets mit den Motiven Oper, Schauspiel, Operette für die Altenburger Spielkartenfabrik sowie Plakate und Kalender. All seine Arbeiten sind von liebevoller Skurrilität, Melancholie und naiver Zuversicht.

## Buchillustrationen (Auswahl)
- 1981: Wie hilft man einem Zauberer, Der Kinderbuchverlag Berlin
- 1983: Brüder Grimm: Dornröschen, Alt-Berliner Verlag Lucie Groszer
- 1984: Brüder Grimm: Frau Holle, Alt-Berliner Verlag Lucie Groszer
- 1986: Brüder Grimm: Hänsel und Gretel, Alt-Berliner Verlag Lucie Groszer
- 1992: Brüder Grimm: Schneewittchen, Alt-Berliner Verlag Lucie Groszer
- 1999: Brüder Grimm: Rotkäppchen, Eigenverlag
- 1999: Drachenträume. Edition Dodo, Berlin

## Ausstellungen (unvollständig)
- 1967/1968: Dresden, VI. Deutsche Kunstausstellung
- 1976 und 1986: Berlin, Bezirkskunstausstellungen